# Mine (Gewichtseinheit)

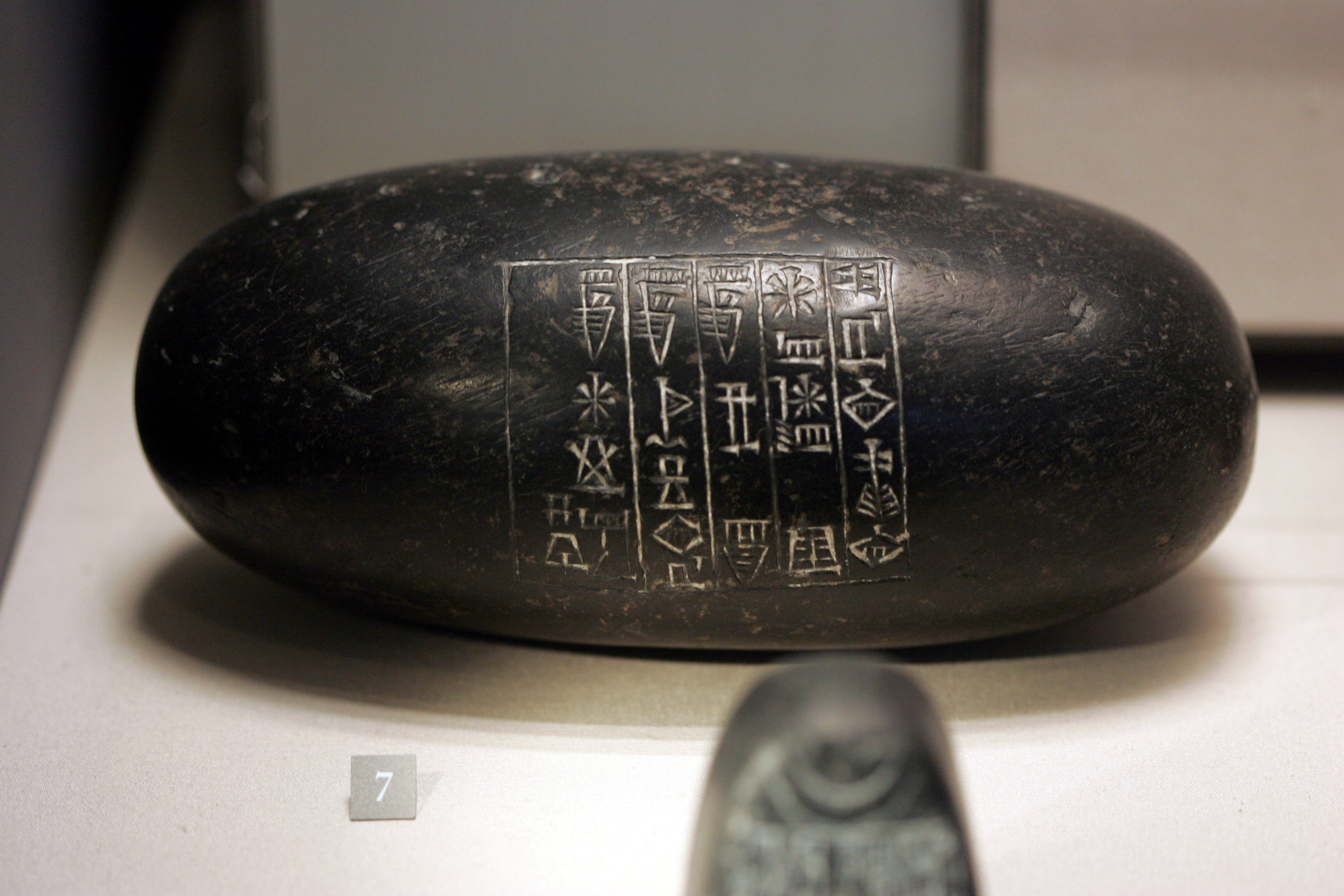
5-Minen-Gewicht (2,52 kg) mit dem Namen von Šu-Sin, „König von Sumer und Akkad“, ca. 2000 v. Chr., gefunden in Girsu, aufbewahrt im Louvre

Die Mine (lateinisch mina, altgriechisch μνᾶ, hebräisch manäh, Akkadisch Manû bzw. Manāʾu sumerisch MA.NA) war eine antike Gewichtseinheit orientalischer Herkunft, die in Vorderasien und im Mittelmeerraum verbreitet war. In Griechenland und in Persien war sie neben dem Stater eine der gängigsten Gewichtseinheiten. In Vorderasien wurde sie unter dem Namen Mann bzw. Manā bis in die Neuzeit weiterverwendet.

## Verhältnis zu anderen antiken Gewichtseinheiten
Ein Talent war generell in 60 Minen unterteilt. Die Unterteilung der Mine war jedoch örtlich verschieden:
- 50 Schekel in Babylon
- 60 Schekel in Mesopotamien
- 60 Hebräische Lot[3]
- 100 Drachmen in der griechisch-hellenistischen Welt

Nach Galenos bestand die attische und ägyptische Mine aus 16 Unzen, die römische und alexandrinische dagegen aus 20 Unzen. An einer anderen Stelle zitiert Galen Kleopatra VII. mit drei vollständigen Maßreihen:
- 1 Mine allgemein = 16 Unzen = 128 Drachmen = 384 Scrupel = 768 Oboli = 1152 Thermoi (Lupinensamen) = 2304 Siliquae = 6144 Aerei
- 1 attische Mine = 12,5 Unzen = 100 Drachmen = 300 Scrupel = 600 Oboli = 900 Lupinen = 1800 Siliquae = 4800 Aerei
- 1 ptolemäische Mine = 18 Unzen = 144 Drachmen = 432 Scrupel = 864 Oboli = 1296 Lupinen = 2592 Siliquae = 6912 Aerei.[5]

Pedanios Dioskurides wird mit der Aussage zitiert, dass die italische Mine 18 Unzen hatte, die alexandrinische sogar 20. Epiphanios von Salamis gibt in seiner Abhandlung über Maße und Gewichte dagegen an, dass die italische Mine = 20 Unzen = 40 Stater = 1 2/3 Libra. Die Mine von 100 Drachmen gliedert sich nach Isidor von Sevilla in 75 Solidi bzw. 25 Stater.

## Umrechnung ins metrische System
Das Gewicht einer Mine betrug in der Zeit des Peloponnesisches Krieges ca. 430 Gramm. Ein Zusammenhang mit dem Pfund kann daher angenommen werden. Die Basis des attischen Münzstandards war die Tetradrachme aus Silber mit einem Gewicht von 17,2 Gramm. Daraus kann das Gewicht einer attischen (bzw. athenischen) Mine Silber zu 430 Gramm bestimmt werden (25 Tetradrachmen à 17,2 Gramm).
Nach M. H. Sauvaire entspricht die 16-Unzen-Mine = 423 Gramm, die 20-Unzen-Mine = 529 Gramm, die 12,5-Unzen-Mine = 331 Gramm und 18-Unzen-Mine = 476 Gramm.

## Kulturgeschichtliches
Diodorus Siculus gibt an, dass die balearischen Schleuderer im Dienste Hamilkars in der Schlacht am Himeras (310 v. Chr.) steinerne Geschosse mit einem Gewicht von einer Mina verschossen (Buch XIX, 109). Auch der Begriff des Menetekel leitet sich von der Mine ab.

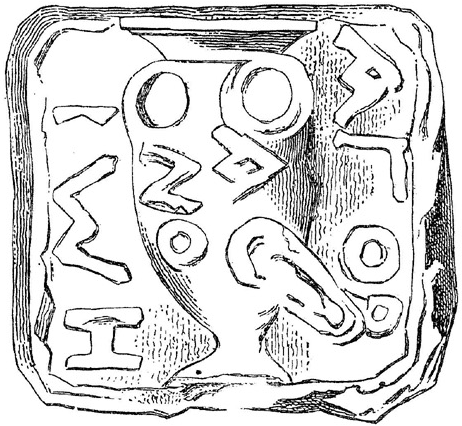
Mine von Athen
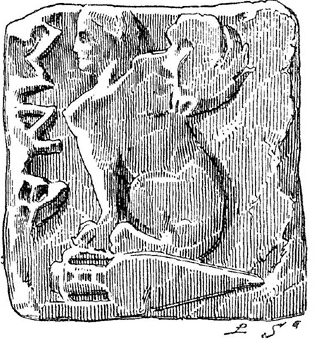
Mine von Chios
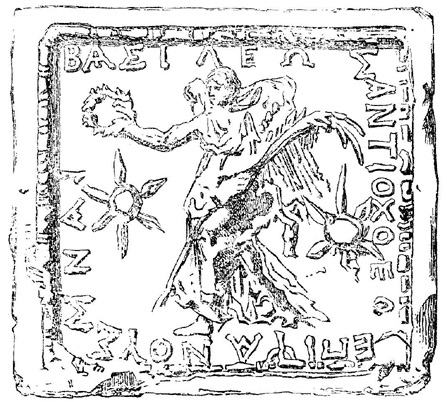
Mine von Antiochos IV.
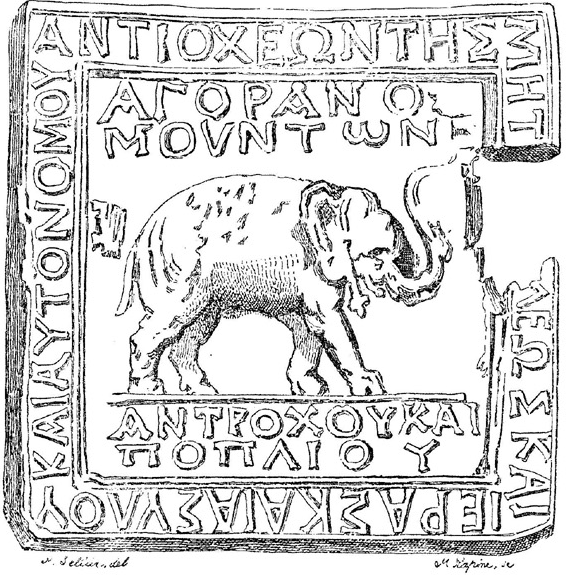
Mine von Antiochia am Orontes